# Robert Jones (Komponist, um 1577)
Robert Jones (* um 1577; † 1617) war ein englischer Lautenist und Komponist der späten Renaissance.

## Leben und Wirken
Über die frühe Zeit und die Ausbildung von Robert Jones konnte die musikhistorische Forschung noch keine Erkenntnisse gewinnen. Im Jahr 1597 erwarb er in Oxford den Grad eines Bachelor of Music. Drei Jahre später kam das erste seiner fünf Bücher mit Lautenlieder (ayres) heraus, und im Jahr 1601 erschien ein Madrigal von ihm in der Sammlung The Triumphes of Oriana, die von Thomas Morley herausgegeben wurde; 1607 wurde seine eigene Madrigalsammlung gedruckt. Zusammen mit Philip Rosseter, Philip Klingham und Ralph Reeve erhielt er im Jahr 1610 das Privileg zur Gründung und Leitung eines Theaters auf dem Grundstück seines Hauses in der Nähe von Puddle Wharf in dem Londoner Stadtteil Blackfriars. Diese Erlaubnis wurde jedoch später widerrufen und das nahezu fertige Gebäude musste wieder abgerissen werden. Eine am 31. März 1615 erfolgte Erlaubnis zur Gründung eines Jugendtheaters an der gleichen Stelle konnte nicht umgesetzt werden. Jones trug 1614 drei Stücke zu der Sammlung The Tears or Lamentacions of a Sorrowful Soule des Komponisten Sir William Leighton (um 1565 – 1622) bei. Darüber hinaus ist über das Leben von Robert Jones nur wenig bekannt; lediglich die Namen seiner Widmungsträger sind noch überliefert, hinter denen seine Mäzene vermutet werden, beispielsweise Robert Earl of Salisbury, Henry Prince of Wales oder Sir John Levinthorpe.

## Bedeutung
In der Gruppe englischer Komponisten, die zwischen 1597 und 1622 ayres für Singstimme und Laute veröffentlichten, war Robert Jones einer der produktivsten. Nachdem John Dowland 1597 sein erstes Buch dieser neuen Gattung herausbrachte, folgte Jones drei Jahre später mit seinem ersten Buch, dessen Titelseite beinahe wörtlich dem Muster Dowlands folgte. Darüber hinaus übernahm er auch noch das Dowlandsche Format in der Weise, dass er 21 Stücke des Werks nach Art eines table-book bringt. Diese Stücke konnten sowohl als Solo-Lieder mit Laute und ad-libitum-Begleitung mit Bass-Gambe ausgeführt werden als auch mit vier Singstimmen ohne die Instrumentalbegleitung gesungen werden. In den Gedichten, die seinen ayres zugrunde liegen, sind die jeweiligen Autoren (wie bei anderen Komponisten) nicht genannt; bei einer Reihe von Gedichten konnte die Zuordnung zu Thomas Campion (1567–1620), Sir John Davies (1569–1626), Francis Davison (um 1575 – um 1621), Walter Davison (aktiv um 1602), Anthony Munday (1560–1633) und Sir Philip Sidney (1554–1586) hergestellt werden.
Die gedruckten Liedsammlungen von Robert Jones sind mit einer großen Zahl von Fehlern behaftet (fehlende oder falsche Versetzungszeichen oder verschiedenartige harmonische Sonderbarkeiten); der englische Musikwissenschaftler E. H. Fellows hat 1927 zweifelsfrei dargelegt, dass es sich hier um Druckfehler handelt, weil die Stücke von einem nicht befähigten Schreiber für den Druck eingerichtet wurden. Außerdem zeigen etliche Stücke von Jones’ Gesamtwerk auch grundsätzliche Schwächen wie einen eher altmodischen Stil, schwache harmonische Fortschreitungen, mangelhafte Stimmführung oder eine ineffektive Verwendung der Laute - Schwächen, die schon von seinen Zeitgenossen kritisiert worden sind. Seine kompositorische Stärke liegt in der Erfindung kurzer und eingängiger Melodien seiner Gesänge. Besonders das ayre "Farewel Dear Love" aus seinem ersten Buch wurde zu einem der beliebtesten Stücke seiner Zeit, das in zahlreichen späteren Quellen auftaucht, darunter auch in niederländischen Liedsammlungen.
Das Madrigalbuch von Robert Jones ist nur in seinen Cantus- und Bass-Stimmen überliefert; neun Stücke davon jedoch handschriftlich vollständig. Hier ist der vorherrschende Einfluss von Thomas Morley deutlich zu erkennen, wenn auch hier die kompositionstechnischen Schwächen, wie in den Lautenliedern, sichtbar sind.

## Werke
- "The First Book of Songes or Ayres", 21 ayres für vier Singstimmen, Laute/Orpheoron und Bassviole, London 1600
- "The Second Book of Songs and Ayres", 21 ayres  für eine Singstimme, Laute, Bassviole und "lyra viol", London 1601
- 1 Madrigal zu sechs Stimmen in der Sammlung "The Triumphes of Oriana", London 1601
- "Ultimum Vale", 21 ayres für eine, zwei oder vier Singstimmen, Laute und Bassviole, London 1605
- "The First Set of Madrigals", 26 Stücke für drei bis acht Singstimmen, London 1607
- "A Musicall Dreame. Or the Fourth Book of Ayre", 21 ayres für eine, zwei und vier Singstimmen, Laute und Bassviole, London 1609
- "The Muses Gardin for Delights, Or the Fifth Book of Ayres", 21 ayres für eine Singstimme, Laute und Bassviole, London 1610
- 1 weitere ayre für Singstimme und Bassviole
- 3 Anthems für vier und fünf Singstimmen und Instrumente in der Sammlung "The Tears or Lamentacions of a Sorrowful Soule", London 1614
- 9 weitere Madrigale, in der Sammlung unvollständig, London 1607
- "Sing joyfully", Anthem für fünf Singstimmen (unvollständig)
- "Padoana", zwei Lautenstücke von "Robyn Jhones"